# Colpochila latebricola
Colpochila latebricola är en skalbaggsart som beskrevs av Blackburn 1906. Colpochila latebricola ingår i släktet Colpochila och familjen Melolonthidae. Inga underarter finns listade i Catalogue of Life.